# Листоеды-шипоноски
Листоеды-шипоноски (лат. Hispini) — триба подсемейства щитоносок из семейства листоедов. Триба ранее рассматривалась в виде подсемейства (Hispinae). Насчитывает более 30 родов и 700 описаных видов.

## Перечень родов
- Acmenychus Weise, 1905
- Adalurnus Maulik, 1936
- Agenysa Spaeth, 1905
- Alurnus Fabricius, 1775
- Anisodera Chevrolat, 1837
- Anisostena
- Asamangulia Maulik, 1915
- Baliosus Weise, 1905
- Callanispa Uhmann, 1959
- Cassidispa Gestro, 1899
- Chrysispa Weise, 1897
- Coraliomela Jacobson, 1899
- Dactylispa Weise, 1897
- Dicladispa Gestro, 1897
- Dorcathispa Weise, 1901
- †Electrolema Schaufuss, 1898
- Estigmena Hope, 1840
- Eurispa Baly, 1858
- Hispa Linnaeus, 1767
- Hispellinus Weise, 1897
- Jambhala Würmli, 1975
- Lasiochila Weise, 1916
- Leptispa Baly, 1858
- Leucispa Chapuis, 1875
- Mecistomela Jacobson, 1899
- Odontota Chevrolat, 1837
- Phidodontina Uhmann, 1938
- Philodonta Weise, 1906
- Platyauchenia Sturm, 1843
- Platypria Guérin-Méneville, 1840
- Polyconia Weise, 1905
- Pseudocaspidea Jacobson, 1899[1]